# 曼恩能源方案
曼恩能源方案（MAN Energy Solutions SE），或译曼恩动力装置，是德国奥格斯堡的一家引擎制造公司，设备主要用于船舶或发电厂运营，2010年由曼恩柴油机公司（MAN Diesel）和曼恩涡轮机公司（MAN Turbo）合并而成，现为大众集团的子公司。
2025年6月，MAN宣布将公司名称改为“Everllence”。